# Dnd (videogioco)
dnd è un precoce videogioco di ruolo roguelike. Il nome dnd deriva dall'abbreviazione del gioco di ruolo Dungeons & Dragons da cui è ispirato.
Il videogioco dnd venne scritto nel linguaggio di programmazione TUTOR per il sistema PLATO da Gary Whisenhunt e Ray Wood alla Southern Illinois University nel 1974 e 1975. Dirk Pellett della Iowa State University e Flint Pellett dell'Università dell'Illinois aggiunsero sostanziali miglioramenti al gioco tra il 1976 e il 1985.

## Modalità di gioco
In dnd i giocatori creano un personaggio e si avventurano nei livelli del Whisenwood Dungeon (una parola macedonia dei cognomi degli autori) alla ricerca dei due grandi tesori: "il grail" e "il globo". Il gioco mostra ai giocatori una vista dall'alto del dungeon e si gioca similmente a nethack, ma implementa anche molti dei concetti base di Dungeons & Dragons. Il Whisenwood dungeon consiste di livelli multipli di labirinti, che possono essere esplorati man mano completando i precedenti, comunque è possibile ritornare indietro anche ai livelli precedenti e anche lasciare del tutto il dungeon, rendendolo uno dei primi videogiochi a usare una progressione non lineare. Man mano che i giocatori completano livelli ricevono nuovi incantesimi, armi e oggetti che li aiutano nella loro ricerca dei tesori finali.
Teletrasporti permettono ai personaggi di spostarsi tra i livelli (specialmente l'Excelsior Transporter, che comparve per la prima volta in dnd su PLATO). Mostri di alto livello si trovano al termine di ogni sotterraneo, incluso un drago d'oro che sorveglia il globo. Lasciare il sotterraneo permette a un personaggio di guarire e recuperare incantesimi, per tornare più tardi.

## Storia
dnd fu probabilmente il terzo gioco roguelike scritto per il PLATO. Il primo di questi, conosciuto come pedit5, fu cancellato pochi mesi dopo la sua creazione. Il secondo m199h, fu creato in un'unità di lezione (cioè spazio su un disco fisso) riservato all'insegnamento di una lingua straniera e venne similmente cancellato non appena scoperto. dnd fu il primo spazio lezione per il PLATO espressamente creato per essere un videogioco.
Un gioco simile chiamato DND e che usava molte delle caratteristiche uniche del dnd per il sistema PLATO, fu scritto in BASIC per il PDP-10 e pubblicato intorno al 1977. Questo secondo gioco venne successivamente rielaborato e ripubblicato come Telengard.
Successive revisioni del gioco aggiunsero altri dungeon, come The Caverns e The Tomb, con differenti creature a guardia di diversi tesori (come il Grim Reaper a guardia della Fontana), e il giocatore doveva ottenere sia il Grail, che il Globo per vincere. Inoltre molti altri differenti tipi di tesoro furono aggiunti nel corso degli anni, con le loro icone aggiunte alla grafica originale del gioco.
Successivi giochi per il PLATO, tra il 1976 e il 1979, come Avatar, oubliette, baradur, Moria, dndworld, bnd e sorcery, furono pesantemente influenzati da dnd (e uno dall'altro) pur aggiungendo proprie caratteristiche innovative.
Il gioco si dimostrò enormemente popolare sui sistemi PLATO e può essere ancora giocato sui sistemi NovaNET e Cyber1 (una restaurazione di un sistema PLATO degli anni ottanta).
A luglio 2012 le versioni 5.4 e 8 di dnd sono disponibili entrambe sul sistema Cyber1. I giochi sono stati ripristinati dai nastri e aggiornati agli standard correnti del linguaggio TUTOR da Dirk Pellett.